# Кольца Акатена
«Кольца Акатена» (англ. The Rings of Akhaten) — седьмая серия седьмого сезона сериала «Доктор Кто», вторая серия второй половины сезона. Премьера серии состоялась 6 апреля 2013 года на канале BBC One. Сценарий для эпизода написал Нил Кросс, в качестве режиссёра выступил Фаррен Блэкберн.
В данном эпизоде путешественник в пространстве и времени по имени Доктор берёт свою новую спутницу Клару Освальд (Дженна-Луиза Коулман) в путешествие к планетарной группе, известной как Кольца Акатена. Они посещают религиозный фестиваль, на котором встречают юную Королеву Лет, Мерри Галел (Эмилия Джонс), которую собираются принести в жертву. Доктор и Клара, полные решимости спасти Мерри,  сталкиваются с космическим паразитом Акатеном, который питается мыслями, воспоминаниями, необыкновенными историями и дорогими (в эмоциональном смысле) вещами.
Кросса попросили написать сценарий к данному эпизоду после успешного завершения работы над сценарием и съёмок эпизода «Прячься» (вышедшего, однако, позже «Колец Акатена»). Эпизод рассказывает историю о первом путешествии Клары в неизвестный мир; также его целью было показать, что Доктор действительно может показать чудеса Вселенной, а не только подвергать новых спутников опасности (тенденция к последнему заметна на протяжении всей истории сериала). Эпизод также раскрывает прошлое Клары. Съёмки «Колец Акатена» проходили исключительно в студии и завершились в конце октября 2012 года; для изображения инопланетных существ в целях экономии средств не использовались компьютерные технологии. В общей сложности эпизод посмотрело 7,45 миллионов британских телезрителей, а от критиков он получил смешанные отзывы.

## Предыстория
Доктор — путешественник в пространстве и времени. Выглядит как человек, но относится к расе Повелителей Времени с планеты Галлифрей. Повелители Времени обладают способностью регенерировать (перерождаться) по мере попадания в смертельные ситуации. В результате регенерации Повелитель Времени полностью меняет свою внешность и частично — характер. Доктор — последний Повелитель Времени. Лишённый своего дома, он спасает другие миры, в том числе и человечество.
В качестве способа передвижения Доктор использует ТАРДИС (англ. TARDIS — Time And Relative Dimension(s) In Space) — живую машину времени и одновременно космический корабль, выглядящую как английская синяя полицейская будка из 1960-х годов, но вмещающую в себя гораздо больше, чем кажется («она больше внутри, чем снаружи»). В качестве подручного инструмента для осуществления мелких операций с предметами (запирание и отпирание замков, починка приборов, сканирование чего-либо и т. п.) им применяется звуковая отвёртка. Доктор обладает нечеловеческим интеллектом.
Во второй половине седьмого сезона телесериала (2013) Доктор (вернее, его одиннадцатая инкарнация) путешествует со своей новой спутницей по имени Клара Освальд, впервые появившейся в предыдущей серии. Тем не менее до этого эпизода появлялись как две капли воды похожие на Клару персонажи — Освин Освальд («Изолятор далеков») и Клара Освин Освальд («Снеговики»).

## Сюжет

### Синопсис
Доктор и Клара отправляются в путешествие на Кольца Акатена, представляющие собой несколько небольших планет, вращающихся вокруг одной большой. По словам Доктора, жители Колец верят, что именно там, где они живут, появилась вся жизнь во Вселенной. Путешественники прибывают на Кольца в момент проведения религиозного фестиваля, который проходит раз в тысячу лет. Они встречают множество негуманоидных инопланетян. Выясняется, что торговля на Кольцах идёт не за деньги, а за предметы, чем-то дорогие и памятные их владельцам.
Доктор с Кларой разлучаются в толпе, и оставшаяся в одиночестве Клара вскоре замечает прячущуюся девочку. При знакомстве выясняется, что девочка по имени Мерри Галел — не кто иная, как «Королева Лет», хранительница всеобщей истории Акатена. По её словам, она должна спеть особую песню для «бога», но боится ошибиться и тем самым навлечь на жителей Акатена немыслимые разрушения. Освальд убеждает её не прятаться и выступить на фестивале. Мерри уходит с искавшими её людьми, а когда появляется Доктор, они с Кларой следуют за нею. Мерри и ещё один певчий начинают исполнение колыбельной «богу» (по словам Доктора, «кормление»). Но что-то идёт не так: «бог» начинает пробуждаться и ему нужна еда; Мерри притягивает в храм «бога». Доктор и Клара спешат на помощь и проникают в пирамиду, в которой находится странное спящее человекоподобное существо. Это существо, по словам Мерри, является «древним богом», который вот-вот проснётся, если девочка не принесет себя в жертву.
Доктор уговаривает Мерри не скармливать себя этому существу и задерживает появившихся стражников, которые должны принести в жертву Королеву, если она сама этого не желает. Но ситуация становится критической: человекоподобное существо вовсе не бог — по словам Доктора, оно является его своеобразным будильником. Существо издаёт громогласный крик, пробуждающий планетоид Акатен, который на самом деле и является «богом». Доктор отправляет Клару подальше и решает уничтожить существо, перекормив его же пищей — эмпатической энергией воспоминаний, которой всё это время питался планетоид. Он предлагает Акатену воспоминания, накопленные за семьсот лет жизни, полной войн и разрушений. Но даже этого оказывается недостаточно: существо лишь истощает его, но успешно поглощает эту долгую историю. Тогда Клара вспоминает свою умершую мать и момент их встречи с отцом и предоставляет листок с дерева, который пропитан воспоминаниями. Именно этот листок стал поворотным моментом в жизни родителей Клары, и если бы не он, то спутница Доктора никогда бы не родилась. Наполненная любовью история этого листка уничтожает «бога».

### Связь с другими сериями
В предыдущем эпизоде, «Колокола Святого Иоанна», Доктор находит высушенный лист между страницами книги, принадлежащей Кларе, — «100 мест, которые стоит увидеть». На вопрос Доктора о том, что это, Клара загадочно отвечает, что это «первая страница». В данном эпизоде раскрывается, что этот лист связан с первой встречей родителей Клары. Кроме того, в «Кольцах Акатена» Доктор упоминает, что раньше бывал на Акатене вместе со своей внучкой. Это отсылка к Сьюзен Форман, внучке Доктора и спутнице его первой инкарнации.

## Производство
Основная идея, согласно которой сюжет строится вокруг другого мира, пришла к исполнительному продюсеру и главному сценаристу сериала Стивену Моффату, исполнительному продюсеру седьмого сезона Кэролайн Скиннер и продюсеру Маркусу Уилсону после того, как они поняли, что после эпизодов «Город под названием Милосердие» и «Ангелы захватывают Манхэттен» им во второй половине сезона нужно что-то не менее масштабное. В результате, вместо обычной ситуации, в которой Доктор «обещает спутникам неземные чудеса, а потом застревает с ними в подземном туннеле», было решено предложить зрителям «мир, созданный в нашей студии, который заставит вас поверить, что вы действительно находитесь там». Производственная команда поставила перед собой задачу создать «лучший другой мир» за всю историю «Доктора Кто».
Сценаристом эпизода стал писатель Нил Кросс, который был большим поклонником «Доктора Кто», однако написать сценарий к какому-либо эпизоду ему ранее не доводилось. Скиннер, его знакомая, предложила помочь ему выделить время для работы над эпизодом, и он согласился. Стивен Моффатт с радостью согласился поработать с Кроссом, поскольку тот и сам уже обладал опытом в этой должности — он был шоураннером сериала «Лютер». После того как Кросс написал сценарий к эпизоду «Прячься», который понравился продюсерам, они попросили его написать сценарий ещё к одному эпизоду, получившему название «Кольца Акатена». После окончания съёмок эпизода «Прячься» Кросс вернулся в Великобританию и приступил к работе.
Первоначально сценарий включал дополнительную сцену перед заключительными титрами: это была длинная сцена, в которой Клара на кухне сообщает Доктору, что не может отправиться с ним, поскольку у неё уже есть другие обязательства, а мальчик, за которым она присматривает, спрашивает, является ли Доктор её парнем. Согласно замыслу Кросса, эта «обыденная» сцена должна была наложиться контрастным образом на огромные пространства другой планеты. Победу над Акатеном должен был одержать сам Доктор со своей речью: этот момент Кросс уподоблял противостоянию с одним из «Старых Богов» Лавкрафта — «чужаком настолько чуждым, что это уже практически сверхъестественное существо». Однако Моффат указал, что подобные «победные» речи Доктора уже использовались в прежних эпизодах и что он предпочитает, чтобы спасительницей мира выступила Клара. Кроме того, с точки зрения Моффата, в этот момент в общей хронологии сериала Доктор должен был заниматься сбором информации о Кларе и её родителях. Поэтому Кросс переписал сценарий, добавив, с одобрения Моффата, историю сухого листа, который в предыдущем эпизоде нашёл Доктор. Дженна-Луиза Коулман, исполнительница роли Клары, впоследствии назвала «Кольца Акатена» одним из своих любимых эпизодов, поскольку для Клары это было первое путешествие, а для зрителей история Доктора началась снова.
17 октября 2012 года сценарий был распределён между актёрами и прочитан, основные съёмки начались на следующей неделе, 22 октября 2012 года. Режиссёром стал Фаррен Блэкберн, уже имевший опыт работы над эпизодом «Доктора Кто» — специальным рождественским выпуском 2011 года «Доктор, вдова и платяной шкаф». В начале эпизода Доктор почти не появляется на экране, поскольку в то время Мэтт Смит был задействован в съёмках эпизода «Серебряный кошмар», зато, по словам Мэтта Смитта, в сцене на инопланетном рынке задействовано «от 50 до 60 актёров в костюмах инопланетян». Нил Гортон из художественной студии Millenium FX рассказывал, что всегда хотел создать сцену «в стиле таверны из „Звёздных войн“», поэтому в свободное время постепенно создавал костюмы и маски всё новых инопланетян на случай, если в будущем их понадобится одновременно около 30, что в бюджет заложить невозможно. Значительное время в ходе съёмок заняли обсуждения того, что ещё можно было включить в эпизод при ограниченном бюджете. К примеру, Маркус Уилсон предложил Кроссу: «Мы всегда хотели включить в сюжет нечто похожее на скоростной байк из „Возвращения Джедая“ и знаем, как это сделать недорого. Можно ли вписать его в сюжет?» Однако получившийся результат Кроссу показался слишком похожим на машину из «Флэша Гордона».
Практически все песни для эпизода были написаны композитором Мюрреем Голдом. Чтобы помочь зрителю понять, в каком году по земному летосчислению происходят события в начале эпизода, в сцену была включена часть песни «Ghost Town» группы The Specials (песня записана в 1981 году), а также момент, где доктор читает комикс «The Beano» за 1981 год. 15 мая 2013 года данный выпуск комикса был включён в специальное тематическое издание Doctor Who.

## Показ
Премьера «Колец Акатена» состоялась 6 апреля 2013 года на британском канале BBC One. Согласно рейтингу показов той ночи, эпизод посмотрело 5,5 миллиона зрителей, что составило 28,8 % зрительской аудитории. После подсчёта окончательного рейтинга количество зрителей, посмотревших эпизод, выросло до 7,45 миллионов, в результате чего «Кольца Акатена» заняли шестое место среди самых просматриваемых шоу недели канала BBC One. Кроме того, на сайте BBC iPlayer эпизод набрал 2 миллиона онлайн-просмотров, став самым просматриваемой серией апреля 2012 года. Общий индекс оценки составил 84 из 100, что соответствует оценке «отлично».

### Критика и отзывы
Эпизод получил смешанные отзывы. Нила Дебнат из газеты The Independent написала, что эпизод «греет душу» и что «есть нечто» в том факте, что в центре сюжета судьба маленькой девочки. Также её похвалы удостоились эстетическая составляющая эпизода и отзывчивость, проявляемая Кларой. Джефф Беркшир из Zap2it выразил схожее мнение, кроме того отметив актёрскую игру Эмилии Джонс (в роли Мерри Галел). Как Дебнат, так и Беркшир указали в своих отзывах, что манера повествования напоминает эпизоды эпохи Расселла Ти Дейвиса (2005—2010). Рецензент The Guardian, Дэн Мартин, описал сюжет как «невыдающийся и прямолинейный, [но] написанный широкими и действенными мазками», а также отметил «великолепный» зрительный ряд. Особой похвалы удостоилась эмоциональная концовка эпизода, но образ мумии из пирамиды был Мартином раскритикован, поскольку, несмотря на внушительную внешность, не оправдал всего предшествующего нагнетания атмосферы.
Марк Сноу из IGN дал эпизоду оценку 7,2 из 10. Он написал, что Кольца Акатена производят впечатление «полностью сформированного мира», но раскритиковал финал и образ мумии. Гэвин Фуллер из The Daily Telegraph дал «Кольцам Акатена» три с половиной звезды из пяти возможных: с его точки зрения, эпизод вышел неровным, но содержащим «достаточно уникальных элементов, чтобы показать, почему и через 50 лет на телевидении нет ничего похожего на „Доктора Кто“». Фуллер посчитал, что аспекты местной религии роли песен были хорошо реализованы, но «паразит сознания», по его мнению, слишком напоминал другого злодея сериала — Великий Разум — показанного в предыдущей серии, а множество инопланетных существ производило впечатление, что авторы перестарались, и ухудшало впечатление от первых минут эпизода. Критик из Digital Spy Морган Джеффри похвалил персонажа Клары и инопланетных существ, но при этом был разочарован тем, что развязка, к которой старательно подводился сюжет, не оправдала ожиданий, оказавшись «слишком фантастической».
Рецензент SFX Ричард Эдвардс отнёсся к эпизоду ещё критичнее Фуллера, дав «Кольцам Акатена» только три звезды из пяти. По его мнению, сюжет был полон замечательных идей, однако выродился в банальность. Также Эдвардс раскритиковал постоянное использование звуковой отвёртки и длинный монолог Доктора, которыми главный герой стал злоупотреблять; по его словам, весь эпизод спасала только Клара. Патрик Малкерн из Radio Times также был разочарован, назвав эпизод «чуть более чем простой цепью событий», а положенную в его основу идею — более нелепой, чем обычно. Он подверг сомнению законы физики предлагаемого зрителю мира, отметил почти полное отсутствие развязки, а игру Смита назвал менее впечатляющей, чем обычно, хотя исполнительницы ролей Клары и Мерри получили от него положительные оценки. Грэм Киббл-Уайт, рецензент журнала Doctor Who Magazine, тоже оценил эпизод отрицательно, написав: «Все глаза остались сухими, поскольку тошнотворный пафос хлестал через край». По его мнению, этот эпизод был намного хуже всего, что было показано в «Докторе Кто» за долгое время, и попросту «насмешкой» над всем сериалом. У критика создалось впечатление, что Кросс не видел ни одного эпизода «Доктора Кто» с 1980-х годов, а «не к месту вставленное упоминание о Войне Времени выглядит так, словно о ней прочитали в Википедии». Кроме того, Киббл-Уайт с огорчением констатировал, что эпизод превратил инопланетян в «парад уродов», в существ, на которых можно только глазеть, но не знакомиться поближе.
О смешанной оценке эпизода было известно Кроссу, которого, по собственным словам, некоторые критические замечания задели за живое. Однако он особо отметил реакцию детей в возрасте от 9 до 15 лет, писавших ему, что становились жертвами издевательств со стороны сверстников, но эпизод вдохновил их на борьбу. Одна девочка призналась, что «Кольца Акатена» заставили её отказаться от мыслей о самоубийстве.